# Wolf 1061c
Wolf 1061c (eller Wolf 1061c) är en superjord exoplanet som befinner sig 13,8 ljusår (4,29 parsec) från jorden, i stjärnbilden Ormbäraren. Planeten kretsar runt den röda dvärgen Wolf 1061 på 17,867 dygn. Den är i beboeliga zonen av sin stjärna och är en av de närmaste beboeliga planeterna till vårt solsystem.

## Beboelighet
Wolf 1061c är i beboeliga zonen av sin stjärna, zonen runt en stjärna där vatten kan vara flytande. Planeten antas en bunden rotation runt sin stjärna, så att en sida alltid är vänd mot stjärnan, medan den andra sidan har permanent natt. De bästa stället för liv antas därför vara i terminatorzonen mellan dag- och nattsidan, där temperaturen kan låta flytande vatten att finnas. En tät atmosfär kan dock ge lite mer värme till nattsidan, vilket skulle expandera beboeliga zonen av planeten. Forskare har sökt spår av liv på planeten.